# Cesare Sanfilippo
Cesare Sanfilippo (* 6. April 1911 in Palermo; † 27. August 2000 in Catania) war ein italienischer Rechtswissenschaftler, Rechtshistoriker und Rektor der Universität Catania.

## Leben
Sanfilippo studierte Rechtswissenschaften an der Universität Palermo und lernte dort insbesondere unter Salvatore Riccobono. Nach seinem Abschluss und der Promotion 1931 nahm er 1932 einen Lehrauftrag an der Universität Camerino wahr. 1935 wechselte er an die Universität Catania, hatte während des Krieges ab 1943 aber auch einen Lehrauftrag an der Universität Messina inne. 1947 wurde Sanfilippo Dekan der juristischen Fakultät in Catania, 1950 wurde er zum Rektor gewählt. Dieses Amt hatte er bis 1974 inne. Sanfilippo war Träger des Großkreuzes des italienischen Verdienstordens sowie des St. Agatha-Ordens und Ehrendoktor der Universität Lausanne.
Sanfilippos Forschungsschwerpunkt lag im Römischen Recht. Dort wiederum konzentrierte er sich hauptsächlich auf das Schuld- und Vertragsrecht. Größte Bekanntheit erlangte er wohl durch sein Lehrbuch zu den Institutiones Iustiniani.

## Werke (Auswahl)
- Il metus nei negozi giuridici (1934)
- Studi sull’hereditas (1937)
- Condictio indebiti, i, Il fondamento dell’obbligazione da indebito (1943)
- Evoluzione storica dell’hereditas (1946)
- Servitutes personarum (1960)
- Istituzioni di diritto romano. 10. Auflage. Rubbettino, Soveria Mannelli 2002 (posthum fortgesetzt).